# Castells

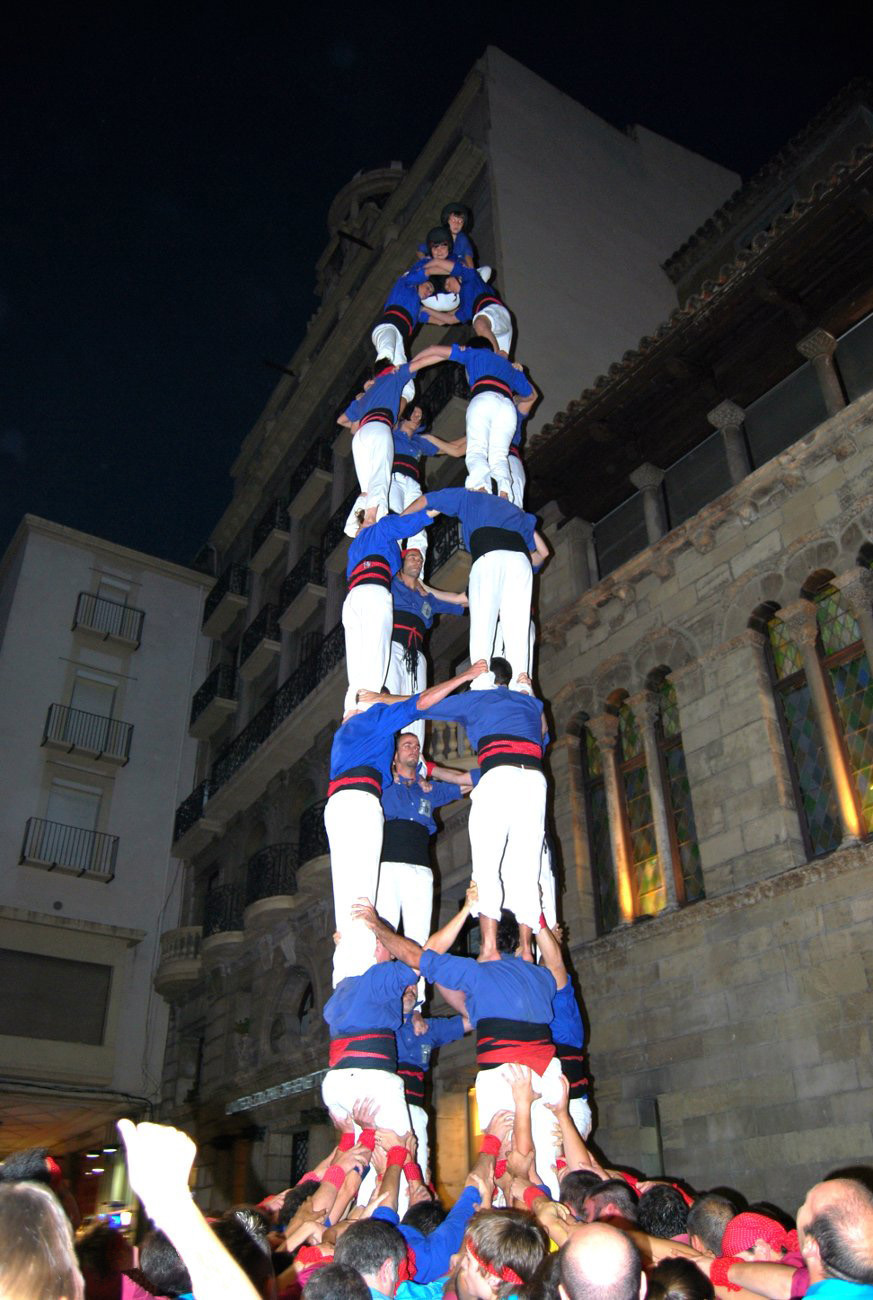
rigth

Castells é uma prática cultural tradicional da Catalunha que consiste em fazer construções humanas que se assemelham a castelos (em catalão, castells). "Castellers" é o nome dado aos seus executantes e embora não haja uma tradução para português desta palavra, poderíamos traduzir como "castelheiros" ou tendo como significado "aqueles que fazem castelos humanos".
Em 16 de novembro de 2010 os castells foram declarados Património Cultural Imaterial da Humanidade pela UNESCO.

## Origens
Os Castells provavelmente surgiram do antigo "Baile dos Valencianos", uma dança realizada em procissões religiosas, que terminava com o alçamento de construções humanas. Com o tempo as construções foram ganhando altura e importância, até chegar ao ponto de se independizar das procissões e do baile. O mais parecido a estes bailes é a Muixeranga de Algemesí, de Valencia. No século XVIII a prática de alçar "castells" se populariza na região sul da Catalunha, principalmente em Tarragona e Valls. O primeiro castelo documentado é um castelo de seis andares alçado em Arboç, no ano de 1770.

## Lema Casteller
Os castellers tem um lema, surgido de um verso da obra Els Xiquets de Valls de José Anselmo Clavé: "Força, equilibrio, coragem e sensatez". Isto resume as características de um casteller:
- Força: São pessoas que antigamente costumavam a ser corpulentas. A origem dos castells vem de uma época na qual a população estava acostumada a trabalhos duros. Naquela época os castellers eram pessoas que vinham do campo e realizavam grandes esforços físicos diariamente. Ainda que sempre se recomenta um bom estado físico, atualmente se valoriza muito mais a técnica que a força.
- Equilibrio: Pelo fato de estar uma pessoa em cima de outra e, na maioria das construções, com outras pessoas no mesmo andar, implica um sentido de equilíbrio e confiança nos demais muito grande. Obviamente também é importante ser equilibrado em todos os sentidos.
- Valor (bom senso): Característica de todos os castellers, principalmente os es que escalam o castell e em especial às crianças.
- Sensatez: Tanto na hora de planejar o castell, como na hora de ensaiar e se apresentar em público, é necessário que todos tenham sensatez e prudência, já que o êxito do castell depende do esforço e concentração de todos.

## Vestimenta

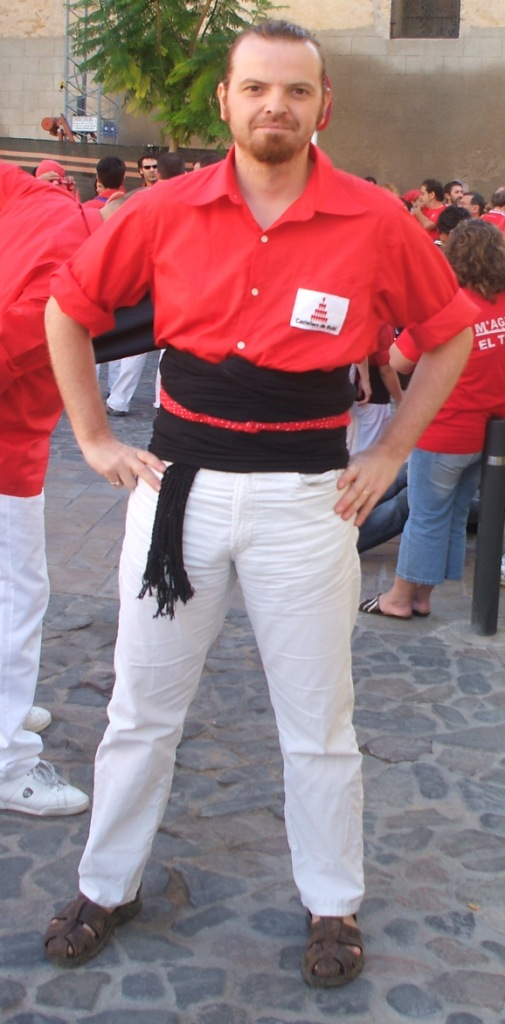
Casteller com a indumentária tradicional: calças brancas, camisa com a cor do seu grupo, faixa e bandada.

A vestimenta castellera consiste em:
- Calças brancas, independente do grupo;
- Faixa negra, que tem a função de proteger a lombar e também serve como ponto de apio para quem escala o castell;
- Camisa, da cor identificativa da colla castellera;
- Bandana vermelha com bolinhas brancas; usada nos punhos, cabelo ou por cima da faixa.

## Partes de um "castell"
Os castells são formados em três partes:
- - a pinya (pinha): base onde assenta a construção onde se concentra o maior número de castellers;
- - o tronc (tronco): estrutura vertical de vários pisos sendo a parte visível do grau de dificuldade do castell. O número de pessoas em cada piso varia em função do castell' (entre uma a nove pessoas) dando-lhe nome.
- - o pom de dalt (pomo do topo): cimo do castell e que é geralmente composto pelas crianças devido à sua maior agilidade em chegar ao cimo do castell. As crianças recebem o nome de "canalla" semelhante à palavra portuguesa de canalha.

Nos castells de maior envergadura podem-se adicionar uma ou duas bases mais à pinya. Cada base se denomina de folre (forro) ou manilles (manilhas) conforme estejam situadas no segundo ou terceiro nível acima do solo.
Os castells podem tomar vários nomes derivados dos pisos que cada um tenha. Pode-se assim dizer que um "quatre de vuit" ou quatro de oito é formado por oito pisos de quatro pessoas.

## Concurso de Castells de Tarragona
A cada dois anos desde 1980, se organiza um campeonato casteller na província de Tarragona, berço da tradição castellera. Este é o único momento em que os castells assumem um carácter competitivo. No concurso é utilizada uma tábua de pontuação para comparar as construções de cada grupo participante. Esta tábua é utilizada informalmente pelos castellers para comparar também as atuações normais, fora do concurso.
A competição é realizada na Tarraco Arena, uma antiga praça de touros que foi completamente reformada para abrigar o evento, sendo instalado inclusive um teto móvel, para proteção de chuva.
O Concurso de Castells é considerado o evento máximo dos castellers, apesar de que algumas collas se recusam a participar da competição, por considerar que o concurso descaracteriza o espírito e a tradição castellera.

## Glossário
Os castells têm o seu próprio vocabulário em catalão. Para que melhor se possa entender a informação aqui apresentada, segue-se uma explicação das expressões que, por natureza, não podem ser traduzidas:

### Denominação dos castells
Os castells designam-se através de dois números: o primeiro descreve o número de pessoas que ocupam cada andar, o segundo indica o número de andares da torre.

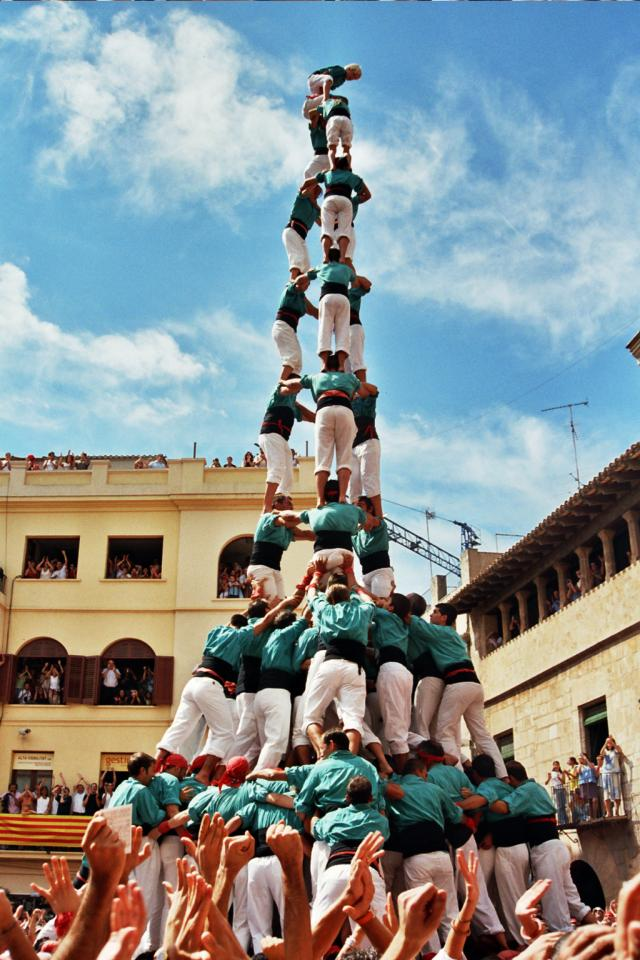
3 de 10 com folre e manilla dos Castellers de Vilafranca

- e.g.: Tres de Vuit (3 de 8): três pessoas numa torre de oito andares.

### Tipologia dos castells
De acordo com o número de pessoas por andar, o castell pode ser:
- Pilar de…: uma pessoa por andar.
- Dos de…: duas pessoas por andar.
- Tres de…: três pessoas por andar.
- Quatre de…: quatro pessoas por andar.
- Cinc de…: cinco pessoas por andar.
- Quatre de… amb l’agulla: quatro pessoas por andar com pilar de vários andares no meio do castell principal.

O número de andares mais frequentemente utilizados são:
- Sis: seis andares de altura.
- Set: sete andares de altura.
- 4 de 8 com agulha dos Castellers de la Vila de GràciaVuit: oito andares de altura.
- Nou: nove andares de altura.
- Deu: dez andares de altura.

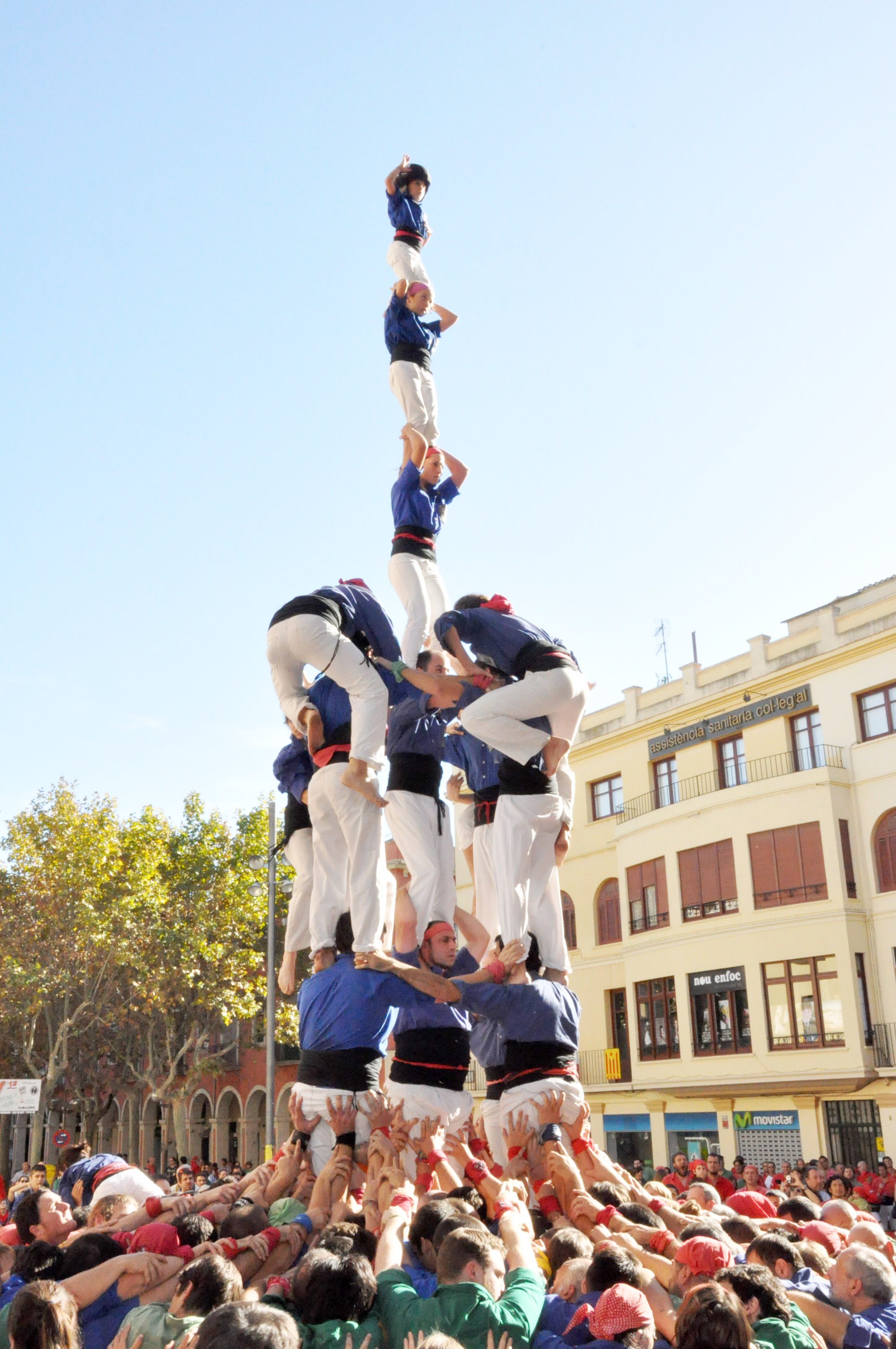
4 de 8 com agulha dos Castellers de la Vila de Gràcia

Quando uma construção é muito alta e/ou tem muito pouquíssimas pessoas por andar, necessita de apoio adicional na base para suportar o peso do castell. Geralmente, o número das bases também está incluído na denominação do castell. As três bases tipicamente utilizadas para os castells são:
- Pinya: base normal a nível do solo. Constituída normalmente por centenas de pessoas. Todos os castells se constróem sobre uma pinya, não havendo, por isso, necessidade de incluir esta expressão na sua denominação.
- Folre: base situada no segundo andar, construída sobre a base principal (pinya). Quando é utilizada é também mencionada na designação do castell.
- Manilles: é a base situada no terceiro andar, construída sobre a base situada no segundo andar (folre). Quando é utilizada é também mencionada na designação do castell.

### Execução de uma torre humana
Os castells podem ser realizados total ou parcialmente. Utilizam-se três expressões para indicar se uma torre foi total ou parcialmente realizada ou nenhuma das duas situações anteriores:
- Descarregado: o castell atingiu o topo e, em seguida, foi desmontado com sucesso.
- Carregado: o castell atingiu o topo mas desabou aquando da desmontagem.
- Intent: o castell desabou antes de atingir o topo.
- Intent desmuntat: a colla decidiu desmontar o castell antes de atingir o topo. Geralmente ocorre quando a construção está muito instável e dá sinais que vai cair.

### Exemplos
- Pilar de sis: uma pessoa por andar num castell de seis andares. Se nada mais for precisado, pressupõe-se que a torre tem a primeira base (pinya) e que foi desmontada com sucesso (descarregat).
- Dos de set: duas pessoas por andar num castell de sete andares.Vano de cinc da colla de Gràcia na Plaça de la Vila durante a Festa Maior de Gràcia (22 de agosto de 2009)

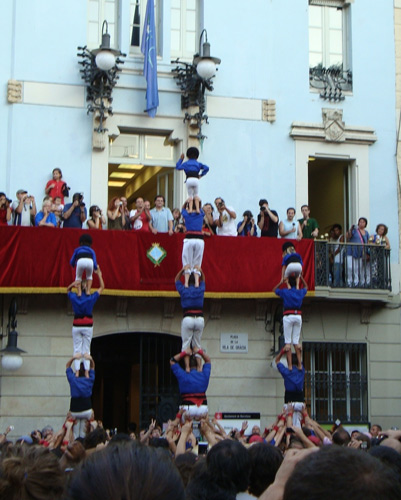
Vano de cinc da colla de Gràcia na Plaça de la Vila durante a Festa Maior de Gràcia (22 de agosto de 2009)

- Cinc de nou amb folre: cinco pessoas por andar numa torre de nove andares construída sobre o esquema da segunda base (folre).
- Quatre de vuit amb l’agulla: quatro pessoas por andar num castell de oito andares, com pilar de seis andares no interior (agulla).
- Tres de deu amb folre i manilles: três pessoas por andar num castell de dez andares com a segunda (folre) e terceira (manilles) bases.

O castell é uma arquitectura humana na qual os participantes podem adoptar as mais variadas posições, em sítios específicos. No entanto, os limites deste artigo não permitem referir todas. A informação aqui apresentada visa proporcionar uma visão geral da terminologia e permitir obter um conhecimento básico, a fim de melhor compreender os castells.

### Denominação dos especial de alguns castells
Um castelo formado por apenas uma pessoa por andar é chamado de pilar (ex: pilar de seis), enquanto um castell formador de duas pessoas por andar também é chamado de torre (ex: torre de sete ou dois de sete). Mesmo assim, existem alguns nomes particulares para alguns castells: "Catedral" se refere a um 5 de 8, "Carro gros" ("carruagem grande") é um 4 de 8 e um "Vano de pilars" ("leque de pilares") trata-se de um pilar de 5 ou 6 central com dois inferiores ao lado.